# Myriad
Myriad és una lletra tipogràfica de pal sec, per la seva absència de rematada, gràcia o serif, se la coneix com a lletra de pal sec. Va ser creada entre 1990 i 1992 per Robert Slimbach amb Carol Twombly amb l'equip de disseny gràfic d'Adobe Systems.

## Descripció
Myriad és un sans-serif humanista, un disseny relativament informal que pren influències de l'escriptura a mà. Les seves lletres són obertes en lloc de "plegades" segons el grotesc model sans-serif del segle xix, i la seva forma inclinada és una "autèntica cursiva" basada en l'escriptura a mà. La 'g' és d'una sola planta i la 'M' té costats inclinats en el model dels capitells quadrats romans. Com a família destinada al text corporal i influenciada per la impressió tradicional de llibres, s'inclouen figures de text, així com figures de folre a l'alçada de la tapa. Twombly va descriure el procés de disseny com un d'intercanvi d'idees per crear un disseny "homogeni", però va dir que en retrospectiva va trobar l'experiència "massa difícil" per voler repetir.
Myriad és semblant a la famosa tipografia Frutiger d'Adrian Frutiger, encara que la cursiva és una cursiva veritable a diferència de l'oblic de Frutiger; Frutiger ho va descriure com "no mal fet", però va considerar que les similituds havien anat "una mica massa lluny". El posterior Segoe UI i Corbel també són similars.
Durant la dècada de 1990, Adobe va desenvolupar una versió de Myriad en el format múltiple mestre, un format ambiciós destinat a permetre a l'usuari ajustar el pes, l'amplada i altres característiques del disseny a la seva forma preferida. El concepte no va ser àmpliament recolzat per aplicacions de tercers, de manera que la majoria de les versions de Myriad han estat en forma de fitxers de tipus de lletra separats. Des de llavors, el concepte s'ha tornat a desenvolupar com a part de la tecnologia de fonts variables OpenType.

## Usos
Aquesta lletra és coneguda actualment per ser la font corporativa utilitzada per Apple Inc., la qual va substituir entre 1999 i 2000 la lletra Garamond que aquesta companyia havia utilitzat fins llavors.

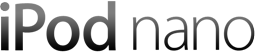
Logo de l'IPod Nano, creat amb la lletra tipogràfica Myriad Pro i Myriad Pro Light